# 亞歷山大·亞歷山德羅維奇·希日尼亞克
亚历山大·亞歷山德罗维奇·希日尼亚克（羅馬化：Oleksandr Oleksandrovych Khyzhniak；1995年8月3日—；又譯卡茲尼亞克），乌克兰业余拳击手。在2020年東京奥运男子中量级拳擊比賽中获得银牌，並在4年后的2024巴黎奥运上，在同一个项目中奪金。